# Born (曲)
「born」（ボーン）は、佐藤ひろ美（佐藤裕美名義）の楽曲。佐藤が作詞、上松範康が作曲を手掛けた。佐藤の2枚目のシングルとして2002年9月15日にfeel recordsから発売された。販売元はリバーサイドミュージック。

## 概要
佐藤にとって初となるノンタイアップのオリジナルマキシシングルであり、feel recordsからの最初の音楽リリースでもある。
2002年9月15日に開催されたイベント『キャラフェス大阪』の会場にて限定販売され、feelのウェブサイトでも予約を受け付けていた。
楽曲の制作については、上松氏が「今までにない“佐藤裕美ワールド”を見せたい，という想いで作った」と語り、作詞については、佐藤が「この曲の詞には，今ままでの悩みとかをすべて詰め込んであります」と語った。
カップリング曲の「オレンジ」だけが2010年9月22日にランティスより発売されたベストアルバム『佐藤ひろ美 THE BEST -Sky Blue-』に収録されており、残りの2曲がアルバム未収録となっている。

## シングル収録内容
| #         | タイトル                                           | 作詞      | 作曲      | 編曲             | 時間  |
| --------- | -------------------------------------------------- | --------- | --------- | ---------------- | ----- |
| 1.        | 「born」                                           | 佐藤裕美  | 上松範康  | 上松範康         | 5:22  |
| 2.        | 「オレンジ」                                       | 桑島由一  | 上松範康  | 上松範康         | 5:21  |
| 3.        | 「平和な日々 ～なんとかなるさ～」                  | 佐藤裕美  | 河辺健宏  | 河辺健宏・藤間仁 | 4:43  |
| 4.        | 「born」(Original Tracks)                          |           |           |                  | 5:22  |
| 5.        | 「オレンジ」(Original Tracks)                      |           |           |                  | 5:21  |
| 6.        | 「平和な日々 ～なんとかなるさ～」(Original Tracks) |           |           |                  | 4:43  |
| 合計時間: | 合計時間:                                          | 合計時間: | 合計時間: | 合計時間:        | 30:52 |